# Tony Bates
Anthony J. "Tony" Bates (29 de Abril de 1967) é o CEO de Crescimento na Social Capital e o ex-presidente da GoPro, e ex vice-presidente executivo da Microsoft responsável pelo desenvolvimento de negócios, estratégia e evangelismo e ex-CEO da Skype.
Bates, que abandonou a universidade, iniciou sua carreira em operações de rede e infraestrutura de internet. Bates atuou nos conselhos de muitas empresas de tecnologia, incluindo YouTube, o site de compartilhamento de vídeos; TokBox, um fornecedor de APIs de videoconferência PaaS; BubbleMotion, um serviço de mensagens e blogs baseado em voz; e LoveFilm, um serviço de streaming e locação de vídeo online. Ele aplicou sua experiência pela primeira vez a produtos e serviços de consumo em grande escala, após a aquisição da set-top box da Scientific Atlanta e subsequentemente como Diretor Executivo da Skype Technologies. Bates também atuou em vários conselhos públicos. Ele serviu no conselho da SiriusXM e atualmente serve nos conselhos da Ebay, VMware e GoPro. Bates também publicou uma série de IETF RFCs e detém uma série de patentes.

## Início da vida e carreira
Bates nasceu em 29 de abril de 1967 em Isleworth, oeste de Londres. Ele veio de origens humildes, criado em Teddington por sua mãe cabeleireira e padrasto que trabalhava como construtor. Como muitos CEOs do Vale do Silício antes dele, ele nunca terminou a universidade. Aos 19 anos, ele abandonou seu programa de engenharia mecânica na South Bank Polytechnic.

## Filantropia
Bates faz parte do conselho da organização sem fins lucrativos sediada no Vale do Silício Tipping Point Community. Ele e sua esposa também estão no conselho de curadores do Comitê Olímpico dos Estados Unidos.

## Posições de negócios
| Posições empresariais          | Posições empresariais                                                      | Posições empresariais      |
| ------------------------------ | -------------------------------------------------------------------------- | -------------------------- |
| Precedido por Nenhum           | CEO, Crescimento Social Capital 2016-                                      | Sucedido por Nenhum        |
| Precedido por Nenhum           | Presidente GoPro 2014–2016                                                 | Sucedido por Nenhum        |
| Precedido por Nenhum           | Vice-Presidente Executivo, Desenvolvimento de negócios Microsoft 2013–2014 | Sucedido por Peggy Johnson |
| Precedido por Nenhum           | Presidente da Divisão do Skype Microsoft 2011-2013                         | Sucedido por Nenhum        |
| Precedido por Joshua Silverman | Diretor Executivo Chefe Skype Technologies 2010–2011                       | Sucedido por Nenhum        |